# Natalândia
Natalândia este un oraș în Minas Gerais (MG), Brazilia.